# Helten fra Østafrika
Helten fra Østafrika er en dansk stumfilm fra 1915, der er instrueret af Lau Lauritzen Sr. efter manuskript af Martin Jørgensen og Marius Wulff.

## Handling
Denne artikel mangler et handlingsreferat. Hjælp os med at skrive det.